# Fiskergaarden
Fiskergaarden (tysk Fischerhof) er en bydel i Flensborg. Den er beliggende syd for Havretorv og Angelbogade. Mod nordøst grænser Fiskergaarden til Hulvejene.
Navnet stammer fra gården, hvor amtets fiskemester boede, der forpagtede fiskeriet på mølledammene syd for byens grænser. Kvarteret bag den forhenværende kongelige vandmølle kaldes også Bag møllen (Achter de Möhl). Bydelen var indtil 1875 en selvstændig kommune. I 1802 flyttede forvaltningen for Flensborg amt fra Duborg banke til Fiskergaarden. Amtshuset fra 1802 er endnu bevaret. Med tiden udviklede sig Fiskergaarden til et tæt befolket kvarter. Denne udvikling fortsatte også efter indlemmelsen i Flensborg kommune i 1875. Damgaden og dele af Munketoftvejen blev udbygget og nye huse blev oprettet. Også enkelte virksomheder kom til. Efter etableringen af Flensborg Universitet på Sandbjerg blev kvarteret et populært boligområde for studerende.